# Tracheliastes brevicorpus
Tracheliastes brevicorpus is een eenoogkreeftjessoort uit de familie van de Lernaeopodidae. De wetenschappelijke naam van de soort is voor het eerst geldig gepubliceerd in 1980 door Kuang.